# 友知站
友知站（日语：／ Tomoshiri eki */?）是位於北海道根室市友知，根室拓殖鐵道的鐵路車站（廢站）。

## 歷史
- 1929年（昭和4年）10月16日 - 根室拓殖鐵道車站啟用。
- 1945年（昭和20年）4月1日 - 成為根室拓殖鐵道車站。
- 1959年（昭和34年）6月20日 - 根室拓殖鐵道車站被廢除。

## 車站周邊
車站鄰近根室交通納沙布線的友知巴士站

## 相鄰車站
根室拓殖鐵道
根室拓殖鐵道線
根室－友知－（共和學校臨時乘降場）－沖根婦

## 注腳
1. ↑  2011年 根室拓殖鉄道の記録 （页面存档备份，存于）（日語）

## 相關項目
- 日本鐵路車站列表 To